# Israel Chaim Tawiow
Israel Chaim Tawiow (* 1858 in Druja (bei Krāslava), Russisches Kaiserreich; † 2. Dezember 1920 in Riga) war ein hebräischer Autor.

## Leben und Werk
Als Junge zog Israel Chaim Tawiow mit seinen Eltern nach Riga, wo er den größten Teil seines Lebens blieb. 1889 begann er mit der Publikation von satirischen Berichten in der hebräischen Tageszeitung Ha-Meliz. Schnell erwarb er sich einen Ruf als brillanter Essayist. Er arbeitete bei weiteren hebräischen Zeitungen im Zarenreich und lebte 1905–08 in Wilna als Redakteur der Zeitung Ha-Seman („Die Zeit“). 1908 veröffentlichte er eine vokalisierte hebräische Zeitung für Kinder unter dem Namen He-Chawer („Der Freund“). Eine Sammlung seiner Schriften wurde postum 1923 veröffentlicht.
Bedeutend ist sein Buch Ozar ha-Meschalim we-ha-Pitgamim („Schatz der Sprichwörter und Aussprüche“, 1919, 2. Auflage 1922), in dem er über 3000 hebräische und aramäische Sprichwörter sammelte, erklärte und mit Anmerkungen versah. Zudem schrieb er zahlreiche Lehrbücher über hebräische Sprache und Literatur, die große Verbreitung fanden. Er verfasste auch eine Komödie und übersetzte Werke von Berthold Auerbach, Charles Dickens, die Autobiographie von Salomon Maimon sowie Theaterstücke von Oscar Wilde und dessen Roman Das Bildnis des Dorian Gray ins Hebräische.